# Burmannia subcoelestis
Burmannia subcoelestis är en enhjärtbladig växtart som beskrevs av François Gagnepain. Burmannia subcoelestis ingår i släktet Burmannia och familjen Burmanniaceae. Inga underarter finns listade i Catalogue of Life.